# UTC−6
| Ora standard (tot anul) Ora standard (iarna din emisfera nordică) Ora standard (iarna din emisfera sudică) | Regiune maritimă în acest fus orar Ora de vară (vara din emisfera nordică) Ora de vară (vara din emisfera sudică) |

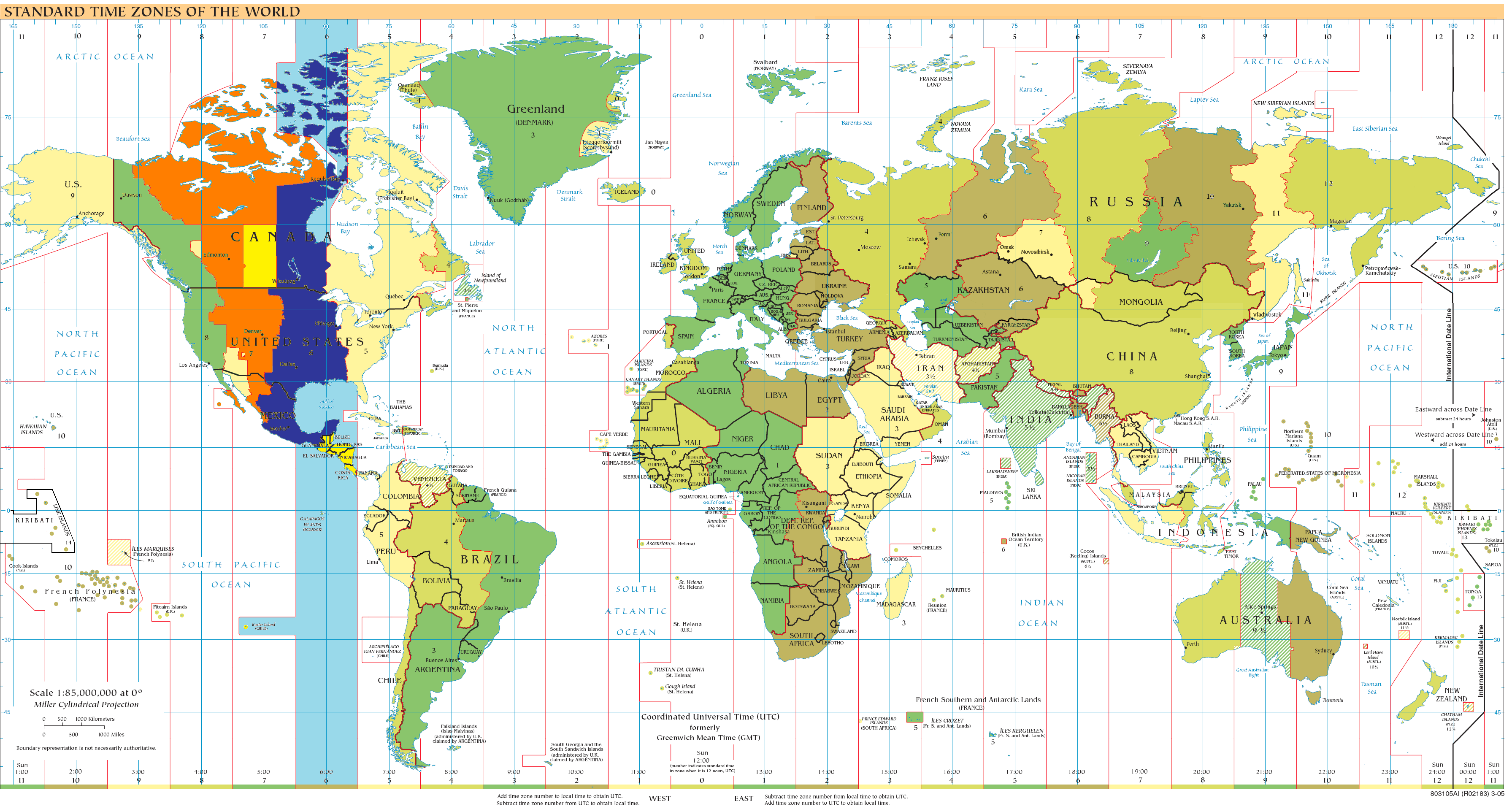
Utilizarea fusului orar UTC−6:

UTC−6 este un fus orar aflat cu 6 ore după UTC. UTC−6 este folosit în următoarele țări și teritorii:

## Ora standard (tot anul)
- Belize
- Canada (EST - Eastern Standard Time)
  -  Saskatchewan (fără Lloydminster și zona înconjurătoare)
- Costa Rica
- Ecuador (doar insulele Galapagos
- El Salvador
- Guatemala
- Honduras
- Nicaragua

## Ora standard (iarna din emisfera nordică)
Zona Noroeste: UTC−8 / ora de vară: UTC−7
     Zona Pacífico: UTC−7
     Zona Pacífico: UTC−7 / ora de vară: UTC−6
     Zona Centro: UTC−6 / ora de vară: UTC−5

- Canada (CST - Central Standard Time)
  -  Manitoba
  -  Nunavut (partea centrală)
  -  Ontario (doar partea nord-vestică)
- Mexic (Zona Centro)
  - toată țara în afără de Baja California, Baja California Sur, Chihuahua, Nayarit, Sinaloa și Sonora
- Statele Unite ale Americii (CST - Central Standard Time)
  -  Alabama
  -  Arkansas
  -  Dakota de Nord (fără partea sud-vestică)
  -  Dakota de Sud (partea estică)
  -  Florida (doar partea vestică)
  -  Illinois
  -  Indiana (doar niște comitate în nord-vest și în sud-vest)
  -  Iowa
  -  Kansas (fără niște comitate în partea vestică)
  -  Kentucky (partea vestică)
  -  Louisiana
  -  Minnesota
  -  Michigan (doar niște comitate în nord-vest)
  -  Mississippi
  -  Missouri
  -  Nebraska (partea centrală și partea estică)
  -  Oklahoma (fără Kenton)
  -  Tennessee (partea centrală și partea vestică)
  -  Texas (fără comitatele Hudspeth și El Paso)
  -  Wisconsin

În vara aceste regiuni folosesc fusul orar UTC−5.

## Ora standard (iarna din emisfera sudică)
- Chile
  -  Insula Paștelui

În vara insula Paștelui folosește fusul orar UTC−5.

## Ora de vară (vara din emisfera nordică)
- Canada (MDT - Mountain Daylight Time)
  -  Alberta
  -  Columbia Britanică (partea sud-estică)
  -  Nunavut (partea vestică)
  -  Saskatchewan (doar Lloydminster și zona înconjurătoare)
  -  Teritoriile de Nordvest (majoritatea teritoriului)
- Mexic (Zona Pacífico)
  - Baja California Sur, Chihuahua, Nayarit și Sinaloa
- Statele Unite ale Americii (MDT - Mountain Daylight Time)
  -  Arizona (doar Rezervația Navajo)
  -  Colorado
  -  Dakota de Nord (doar partea sud-vestică)
  -  Dakota de Sud (partea vestică)
  -  Idaho (fără partea nordică)
  -  Kansas (doar niște comitate în partea vestică)
  -  Montana
  -  Oregon (doar trei cartiere în comitatul Malheur)
  -  Nebraska (partea vestică)
  -  Nevada (doar West Wendover și Jackpot)
  -  New Mexico
  -  Texas (doar comitatele Hudspeth și El Paso)
  -  Utah
  -  Wyoming

În iarna aceste regiuni folosesc fusul orar UTC−7.